# 科洛洛湖

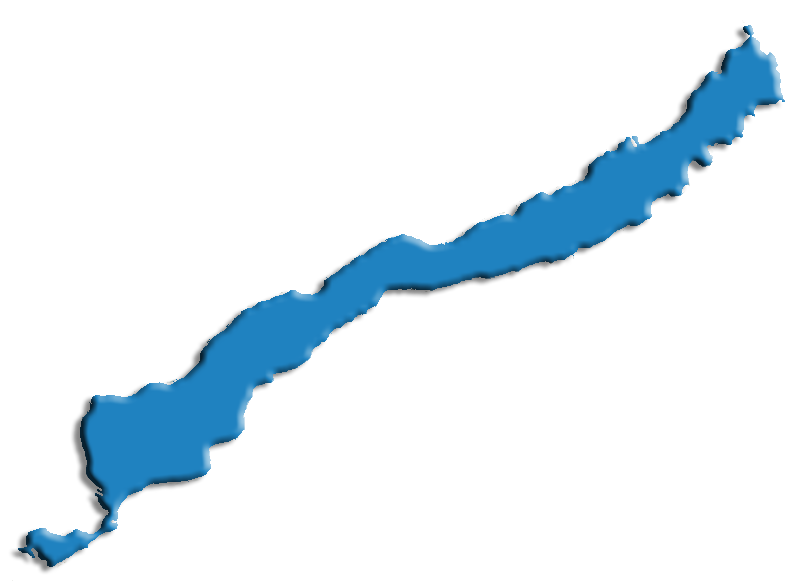

14°52′S 69°15′W / 14.867°S 69.250°W
科洛洛湖（西班牙語：Laguna Cololo），是玻利維亞的湖泊，位於該國西部拉巴斯省，處於安第斯山脈的阿波洛班巴山脈地區，面積5.2平方公里，海拔高度4,538米。